# Rosario (Cavite)
Rosario (o Salinas), es un municipio de la provincia de Cavite.

## Barangayes
Rosario se divide políticamente a 20 barangayes.
| - Bagbag I - Bagbag II - Kanluran - Ligtong I - Ligtong II - Ligtong III - Ligtong IV - Muzon I - Muzon II - Población | - Sapa I - Sapa II - Sapa III - Sapa IV - Silangan I - Silangan II - Tejeros Convention - Wawa I - Wawa II - Wawa III |

- Datos: Q63102
- Multimedia: Rosario, Cavite / Q63102

1. ↑  Worldpostalcodes.org, código postal n.º 4106.